# قلات (توجردي)
قلات (بالفارسية: قلات) هي قرية تقع في إيران في قسم توجردي الريفي. يقدر عدد سكانها بـ 175 نسمة بحسب إحصاء 2016.